# Sebastian Gorčík
Sebastian Gorčík (* 5. září 1995, Rýmařov) je český hokejový útočník.

## Kariéra
Sebastian Gorčík zasáhl poprvé do extraligy v sezóně 2014/15, kdy hrál střídavě za A-tým HC Energie Karlovy Vary a za juniorský tým Energie hrající mezinárodní MHL. Poté, co Energie odstoupila z MHL, hrál střídavě v týmu HC Stadion Litoměřice, kde také zasáhl do play-off první ligy a vstřelil jeden gól.
Sebastian Gorčík zasáhl do všech sezón MHL, do kterých se juniorský celek HC Energie Karlovy Vary zapojil.
Sebastian Gorčík hrál na Mistrovství světa juniorů v ledním hokeji 2015, kde si připsal jednu asistenci.